# Belfaa
 (septembre 2018).
Si vous disposez d'ouvrages ou d'articles de référence ou si vous connaissez des sites web de qualité traitant du thème abordé ici, merci de compléter l'article en donnant les références utiles à sa vérifiabilité et en les liant à la section « Notes et références ».
Belfaa (en arabe : بلفاع) est une commune rurale de la province de Chtouka-Aït Baha, dans le Souss-Massa au Maroc. Au moment du recensement de 2004, la commune avait une population totale de 22 406 personnes vivant dans 4 370 ménages.